# كيرت سيوداك
كيرت سيوداك (بالألمانية: Curt Siodmak)‏ (و. 1902 – 2000 م) هو كاتب سيناريو، ومخرج أفلام، وروائي، وكاتب، وكاتب خيال علمي من ألمانيا، والولايات المتحدة، والإمبراطورية الألمانية، وجمهورية فايمار، ولد في درسدن، توفي عن عمر يناهز 98 عاماً، بسبب سرطان.

## وصلات خارجية
- كيرت سيوداك على موقع IMDb (الإنجليزية)
- كيرت سيوداك على موقع مونزينجر (الألمانية)
- كيرت سيوداك على موقع ألو سيني (الفرنسية)
- كيرت سيوداك على موقع أول موفي (الإنجليزية)
- كيرت سيوداك على موقع قاعدة بيانات الأفلام السويدية (السويدية)
- كيرت سيوداك على موقع قاعدة بيانات الفيلم (الإنجليزية)
- كيرت سيوداك على موقع كينوبويسك (الروسية)